# Именем Короля
«Именем Короля» (англ. Royal Envoy) — компьютерная казуальная игра, разработанная и изданная компанией Playrix Entertainment в 2010 году. Сочетает в себе два жанра: стратегию и тайм-менеджмент.

## Сюжет и игровой процесс
Цель игры заключается в восстановлении сказочной страны Островляндии, пострадавшей от жестокого шторма, и подготовке её к надвигающемуся сезону дождей. Для выполнения этой миссии игроку необходимо восстанавливать разрушенные города и наводить в них порядок: строить дома, рынки, банки, кузницы и т. д. Также необходимо устанавливать городские украшения и разбивать сады, чтобы местные жители были счастливы.
В каждом городе игрок может получить золотую звезду, если успеет выполнить все задания уровня за определённое (золотое) время. Если игрок пройдет все уровни на острове за золотое время, он получит трофей за этот остров. При получении трофеев за все острова игроку откроется Экспертный режим, в котором получать золотые звезды будет сложнее.
Во время путешествия перед игроком постоянно возникают различные препятствия, которые требуется преодолеть (см. квесты и специальные квесты). По мере прохождения уровней игрок совершенствует навыки градостроительства и получает различные звания, наивысшим из которых является «Магистр градостроительства». После выполнения основной миссии — подготовки Островляндии к сезону дождей — игрок становится правителем сказочный страны и получает доступ к 30 бонусным уровням.

## Оценки и награды игры
- Лучшая casual-игра, КРИ Awards 2010
- Рецензия, Absolute Games Архивная копия от 5 октября 2011 на Wayback Machine
- Review, Gamesetter.com Архивная копия от 9 апреля 2010 на Wayback Machine
- Review, Gamers Daily News Network
- Review, GameZebo